# Benjamin A. Smith II
Benjamin A. Smith II (Gloucester, 1916. március 26. – Gloucester, 1991. szeptember 6. vagy 1991. szeptember 26.) az Amerikai Egyesült Államok szenátora (Massachusetts, 1960–1962).